# Dialonectria
Dialonectria är ett släkte av svampar. Dialonectria ingår i familjen Nectriaceae, ordningen köttkärnsvampar, klassen Sordariomycetes, divisionen sporsäcksvampar och riket svampar.
Enligt Catalogue of Life ingår följande 7 arter i släktet:
- Dialonectria cosmariospora
- Dialonectria episphaeria
- Dialonectria flammeola
- Dialonectria nipigonensis
- Dialonectria pruni
- Dialonectria ullevolea
- Dialonectria ustulinae